# Dobrovlje (Zreče, Slovenija)
Dobrovlje je naselje u slovenskoj Općini Zreču. Dobrovlje se nalazi u pokrajini Štajerskoj i statističkoj regiji Savinjskoj. 

## Stanovništvo
Prema popisu stanovništva iz 2002. godine naselje je imalo 341 stanovnika.